# Савенков, Андрей Владимирович
Андрей Владимирович Савенков (7 марта 1975, Усть-Каменогорск, Казахская ССР) — казахстанский хоккеист, игравший на позиции защитника. Дважды принимал участие в зимних Олимпийских играх в составе сборной Казахстана.
Воспитанник усть-каменогорского хоккея, тренер Владимир Копцов.

## Достижения
- Четвертьфиналист зимних Олимпийских игр 1998 г.
- Участник зимних Олимпийских игр 2006 г. (8 место)
- Чемпион России 1997 года.
- Серебряный призёр зимних Азиатских игр 2003 и 2007 гг.
- Чемпион Казахстана 1994—1996, 2002—2005, 2007 гг.